# Sabiote
Sabiote est une commune située dans la province de Jaén de la communauté autonome d'Andalousie en Espagne.

## Histoire
Sabiote, Ubeda et Baeza qui forment ce qu'on appelle le Triangle de la Renaissance andalouse, est situé à sept kilomètres de la ville premier et le quinzième de la seconde.
Des archéologues ont trouvé des traces de civilisations anciennes qui se sont installées à Lulia Salaria, principal centre de population de la colonie romaine de salariense. Récemment, très proche, est apparu un sarcophage romain avec des restes humains confectionneur d'onguents et un anneau.

Le château Sabiote est le plus important monument de guerre dans la province de Jaén. Le mur du côté nord-ouest se trouve dans une position stratégique à partir de laquelle on peut voir la vallée de la rivière Guadalimar et domine une vue splendide sur les olivers et les collines.

## Administration
| Période                                  | Période | Identité                  | Étiquette | Qualité |
| ---------------------------------------- | ------- | ------------------------- | --------- | ------- |
| 2007                                     | 2011    | Alfonso Medina Fuentes    | N/A       | Maire   |
| 2011                                     | 2015    | Luis Miguel López Barrero | PSOE      | Maire   |
| Les données manquantes sont à compléter. |         |                           |           |         |